# 胴椎

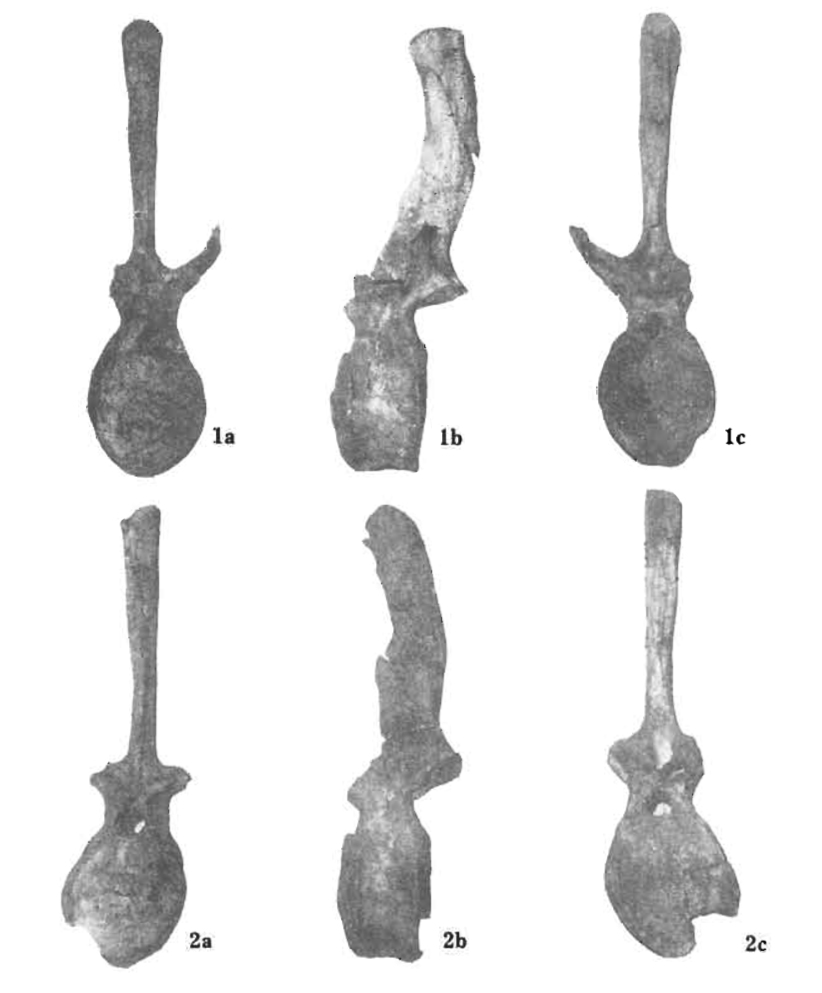
ハドロサウルス科の恐竜バルスボルディアの胴椎の例。aが前側、bが左外側、cが後側

胴椎（どうつい、dorsal vertebra）あるいは胸腰椎（きょうようつい）は、脊椎動物の爬虫類において、頸椎と仙椎の間に位置する椎骨。哺乳類や鳥類と異なり、爬虫類では胸椎と腰椎が区分されていないため、両者に相当する部位の椎骨をまとめて呼称する。
胴椎部の脊柱は背側に突出するように湾曲しており、これは脊椎動物から四足動物が出現した際に獲得された形質状態である。水中に生息していた基盤的肉鰭類の段階で脊柱は直線状に配列しているが、四足形類が浮力を受けない陸上へ進出するようになると、仙前椎（仙椎よりも前側の椎骨）がアーチ状に凸湾していれば内臓の荷重に耐えることができ好都合である。その後、爬虫類は頸部が伸びて明らかな頸椎を獲得しており、より後側の仙前椎が胴椎として区分されている。

## ギャラリー

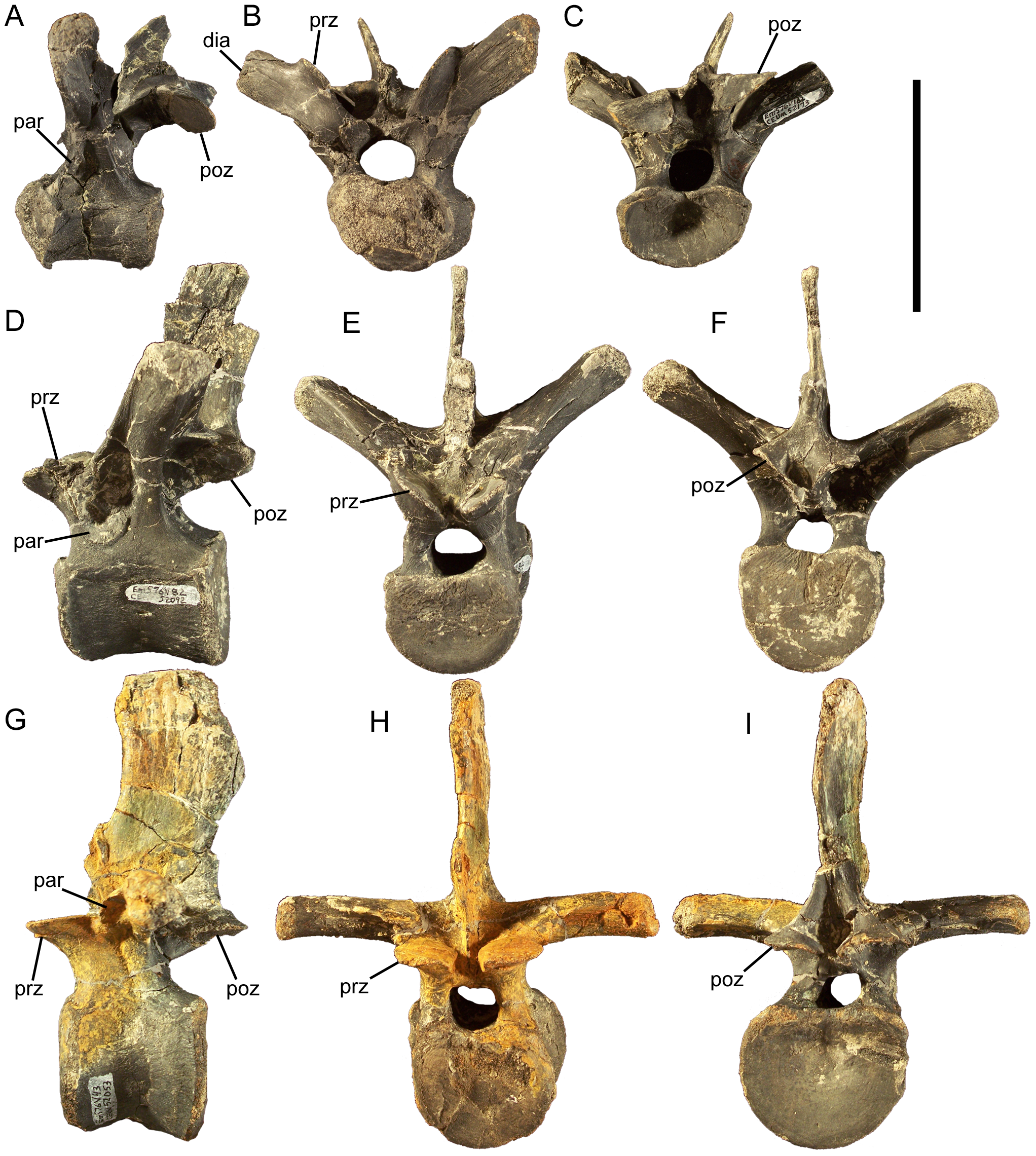
エオランビアの胴椎。A～Cが前部胴椎、D～Fが中部胴椎、G～Hが後部胴椎。
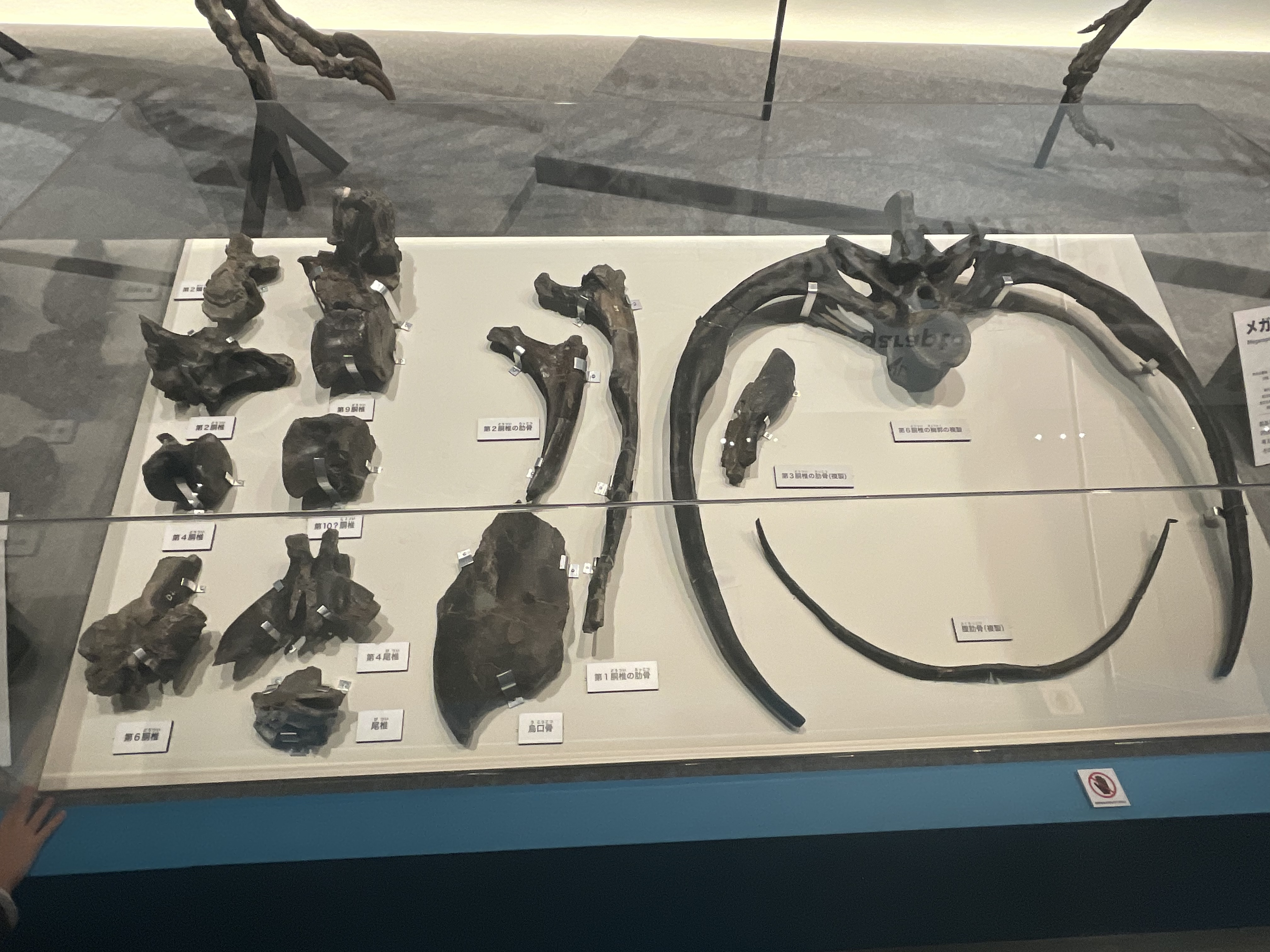
マイプのホロタイプ標本。胴椎やそれに関節する肋骨が多く展示されている。
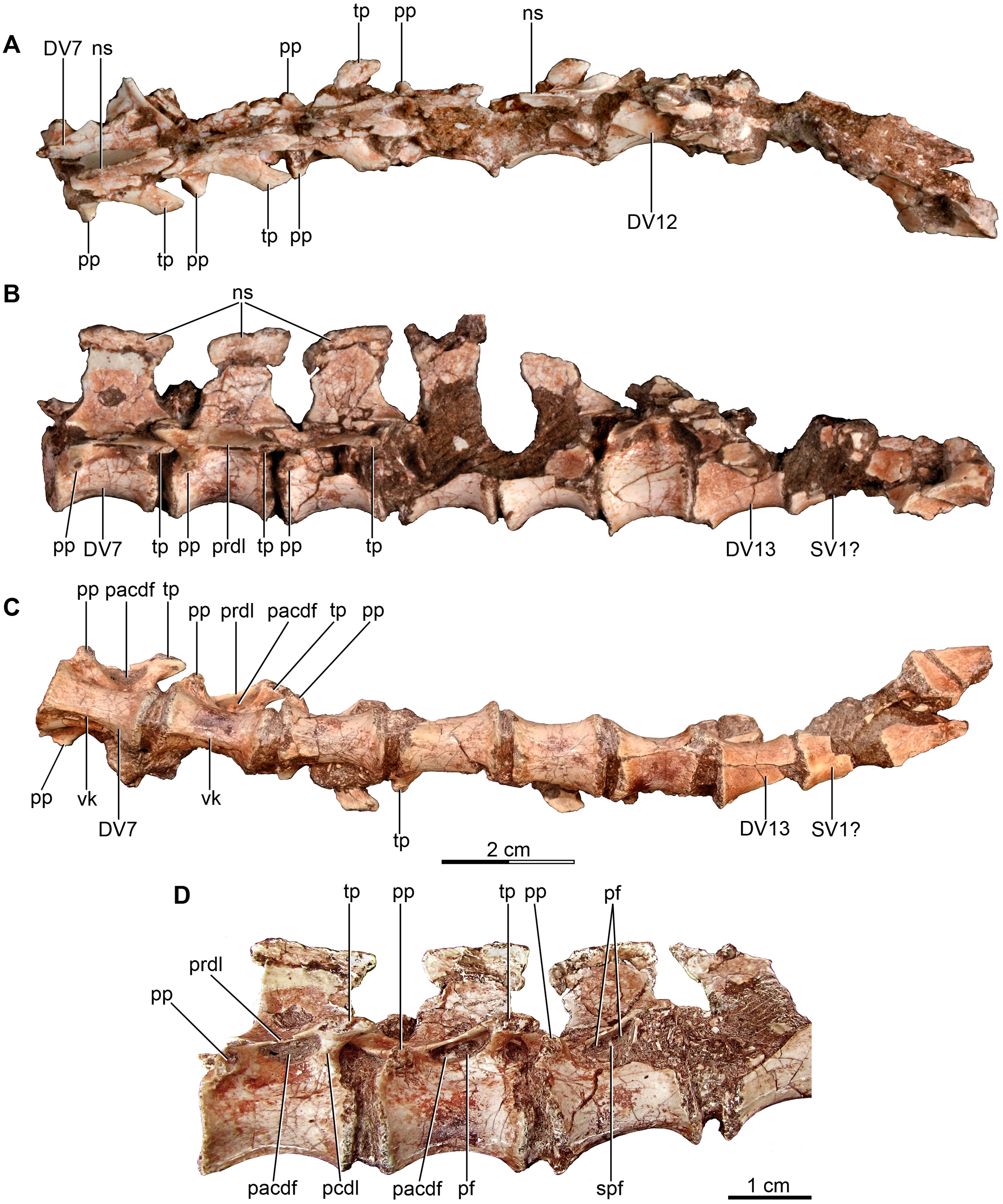
ブイトレラプトルの中部～後部胴椎
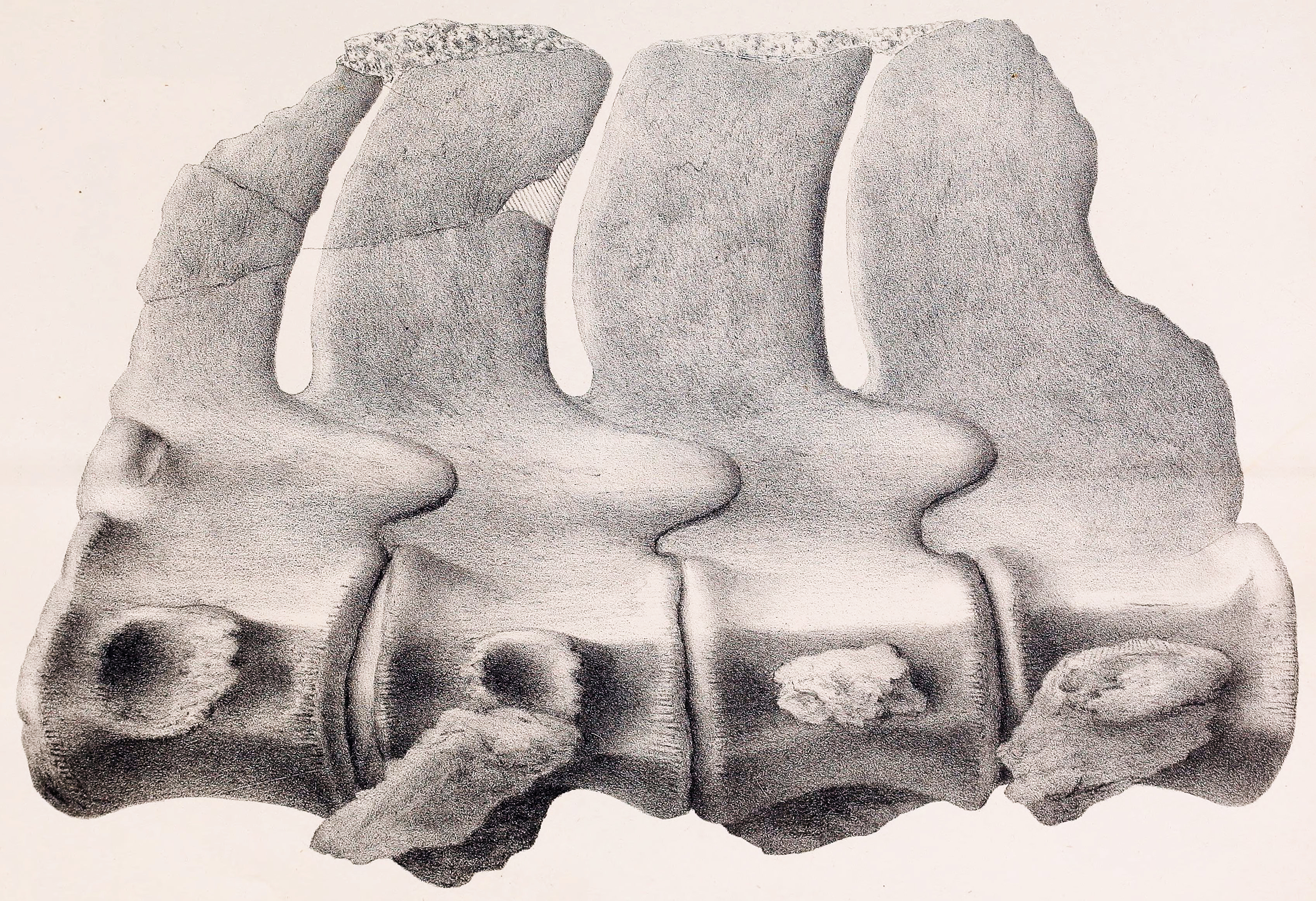
エラスモサウルスの胴椎のスケッチ